# Реформатский, Александр Александрович
Алекса́ндр Алекса́ндрович Реформа́тский (4 (16) октября 1900, Москва — 3 мая 1978, там же) — советский лингвист, доктор филологических наук (1962, без защиты диссертации), профессор (1962), один из представителей Московской фонологической школы. Специалист по фонологии, транскрипции, графике и орфографии, морфологии, семиотике, терминоведению, истории лингвистики. Автор классического учебника «Введение в языковедение» (первое издание — 1947). Ввёл во всеобщее употребление термин «практическая транскрипция».

## Биография
Родился в семье профессора химии А. Н. Реформатского и Екатерины Адриановны, урождённой Головачевой (1871—1942). Его дядя С. Н. Реформатский тоже был известным химиком.
В 1918 году окончив гимназию А. Е. Флёрова, был зачислен в Московский университет. В 1920 году поступил в Театральную школу РСФСР № 1 при театре Мейерхольда, но вскоре вернулся в университет. Учился у Д. Н. Ушакова, занимался в литературоведческом семинаре М. А. Петровского. Окончил факультет общественных наук МГУ в 1923 году, учился в аспирантуре РАНИОН, однако ушёл оттуда в 1925 году.
Работал инструктором в трудколонии, рентгенотехником, корректором и техническим редактором в издательствах; с 1931 года — старший научный сотрудник НИИ ОГИЗ. С 1934 года преподавал в Московском городском пединституте, заведовал кафедрой русского языка в Литературном институте. В 1954—1959 годах работал на филологическом факультете МГУ, где создал Лабораторию экспериментальной фонетики. С 1950 года — в Институте языкознания АН СССР, заведующий сектором структурной и прикладной лингвистики (1958—1970), где под его руководством работали В. А. Виноградов, И. А. Мельчук, Р. М. Фрумкина и другие известные учёные. В 1971 году был отстранён от руководства сектором, оставшись консультантом.
Знаток русской культуры, истории, русского быта, страстный охотник, заядлый шахматист, мастер стихотворного экспромта, А. А. Реформатский был прежде всего лингвистом. Слушая оперные арии, он замечал особенности произношения, которые требовали лингвистических объяснений; из теории шахматной игры он заимствовал принцип «избыточной защиты» и использовал его при изучении структуры текста.
Похоронен на Востряковском кладбище.

## Вклад в науку
Ранние работы по теории литературы отмечены влиянием взглядов ОПОЯЗа, к представителям которого А. А. Реформатский был близок. В монографии «Техническая редакция книги» (1933), содержание которой гораздо шире названия, высказаны во многом новаторские взгляды на семиотику печатного текста. С середины 1930-х годов много занимался фонологией; один из основателей Московской фонологической школы и активный пропагандист её концепции. Наиболее полно фонологические взгляды А. А. Реформатского изложены в изданной им хрестоматии «Из истории отечественной фонологии» (1970) и в сборнике с характерным для его научного стиля названием «Фонологические этюды» (1975).
Ему принадлежат во многом новаторские работы не только по фонологии и фонетике, но и по теоретическим вопросам грамматики, словообразованию, лексике, теории письма, терминологии, машинному переводу, истории языкознания и др. областям лингвистики.
И в каждой из этих отраслей он брался за решение самых сложных проблем языкознания, например, о соотношении синхронии и диахронии. Он изучал проблемы глубоко, профессионально, но при этом умел делать их объяснения простыми, доступными пониманию многих.
Научное наследие А. А. Реформатского разнообразно, но сравнительно невелико, он принадлежал к тому типу исследователей, которым высказать идею было интереснее, чем подробно разрабатывать её. В истории российской лингвистики он остался прежде всего как автор живо написанного и многократно переиздававшегося учебника (особенно популярного у нелингвистов) и как яркая личность, темпераментный полемист, создатель особой творческой атмосферы, в которой сформировалось множество прямых и косвенных учеников А. А. Реформатского. Личность А. А. Реформатского отражена в многочисленных мемуарах его учеников и коллег и его жены Н. И. Ильиной.
Основные статьи А. А. Реформатского собраны в посмертном сборнике: А. А. Реформатский. «Лингвистика и поэтика» (М., 1987).

## Воспоминания современников
Известный лингвист, доктор филологических наук, профессор Н. А. Федянина следующим образом характеризовала своего учителя:
Он был особенным человеком. Его настроение всегда было разным – то весёлым, то грустным. А ещё он помнил всех своих учеников, к каждому из них у него был свой подход.

## Семья
- Сестра — Наталья Александровна в замужестве Ильинская (1903—?)[2].
- Первая жена — Серафима Никаноровна Аверьянова (1890—?)[2].
  - Сын — Игорь Александрович Реформатский (13.08.1921—2008?), советский и российский химик, исследовал трансурановые элементы[6].
- Вторая жена — Надежда Васильевна Реформатская (урождённая Вахмистрова, 1900—1985), советский литературовед, литературный критик, библиограф.
  - Дочь — Мария Александровна Реформатская (р. 1938), советский и российский искусствовед.
- Третья жена — Наталия Иосифовна Ильина (1914—1994), советская и российская писательница, публицистка.

## Награды
- орден «Знак Почёта» (27.03.1954)

## Основные работы
- Техническая редакция книги (1933; совм. с М. М. Каушанским);
- О соотношении фонетики и грамматики (морфологии) // Вопросы грамматического строя. М., 1955;
- Реформатский А. А. Введение в языковедение: Учебник для вузов. — М., 1947. — 544 с.
  - Реформатский А. А. Введение в языковедение: Учебник для вузов / Под ред. В. А. Виноградова. — 6-е изд. — М.: Аспект Пресс, 2004. — 536 с. — (Классический университетский учебник). — 8000 экз. — ISBN 5-7567-0326-8.
- Из истории отечественной фонологии. М., 1970;
- Фонологические этюды. М., 1975;
- Очерки по фонологии, морфонологии и морфологии. М., 1979;
- Лингвистика и поэтика. М., 1987.